# Бертаччини, Адриано
Адриано Бертаччини (нидерл. Adriano Bertaccini; род. 13 августа 2000, Шарлеруа, Валлония) — бельгийский футболист итальянского происхождения, нападающий клуба «Сент-Трюйден».

## Клубная карьера
Бертаччини — воспитанник клубов «Шарлеруа», «Стандард», «Брюгге» и «Генк». В 2019 году игрок был включён в заявку последних на сезон. В том же году Адриано на правах аренды перешёл в «Дейнзе» в составе которого на протяжении сезона выступал во Втором дивизионе Бельгии. В 2020 году Бертаччини перешёл в лустенайскую «Аустрию». В матче против «Хорна» он дебютировал во Второй австрийской Бундеслиге. 26 февраля 2021 года в поединке против «Хорна» Адриано забил свой первый гол за «Аустрию». В том же году он перешёл в Тес Спорт, в составе которого стал лучшим бомбардиром команды по итогам сезона.
В 2023 году Бертаччини подписал контракт на два года с клубом «Льеж». 12 августа в матче против «Дендера» он дебютировал в Челленджер Про Лига. 20 августа в поединке против дублёров льежского «Стандарда» Адриано забил свой первый гол за «Льеж». По итогам сезона игрок стал лучшим бомбардиром команды.
В 2024 году Бертаччини перешёл в «Сент-Трюйден». 18 февраля в матче против «Андерлехта» он дебютировал в Жюпиле лиге. 12 апреля в поединке против льежского «Стандарда» Адриано забил свой первый гол за «Сент-Трюйден».